# Port lotniczy Delingha
Port lotniczy Delingha (IATA: HXD, ICAO: ZLDL) – port lotniczy położony w Delingha, w prowincji Qinghai, w Chińskiej Republice Ludowej.

## Linie lotnicze i połączenia
| Linia Lotnicza         | Kierunek              |
| ---------------------- | --------------------- |
| China Eastern Airlines | 1. Huatugou 2. Xining |
| Loong Air              | 1. Hangzhou 2. Xining |